# Campionato mondiale giovanile di beach handball 2025
IlCampionato mondiale giovanile di beach handball 2025 si sono svolti a Tunisi, in Tunisia, dal 17 al 22 giugno.

## Risultati
| Competizioni     | Oro    | Argento  | Bronzo      |
| ---------------- | ------ | -------- | ----------- |
| Torneo maschile  | Spagna | Germania | Brasile     |
| Torneo femminile | Spagna | Germania | Paesi Bassi |

## Medagliere
| Posiz. | Nazione     | Oro | Argento | Bronzo | Totale |
| ------ | ----------- | --- | ------- | ------ | ------ |
| 1      | Spagna      | 2   | 0       | 0      | 2      |
| 2      | Germania    | 0   | 2       | 0      | 2      |
| 3      | Paesi Bassi | 0   | 0       | 2      | 2      |
| 3      | Brasile     | 0   | 0       | 2      | 2      |
| Totale | Totale      | 2   | 2       | 2      | 6      |